# Aldo Montano (1978)
Pour les articles homonymes, voir Aldo Montano.
Aldo Montano (né le 18 novembre 1978 à Livourne) est un escrimeur italien pratiquant le sabre.

## Biographie
Aldo Montano est l'héritier d'une dynastie de sabreurs italiens puisque à la fois son grand-père et son père ont été, tous les deux, médaillés lors des Jeux olympiques et lors des Championnats du monde, dans la même discipline du sabre, au sein du Circolo Scherma Fides de Livourne où son maître d’armes était, à la fin des années 1990, Viktor Sidyak.
Il remporte sa première médaille de bronze lors des Championnats juniors à Tenerife en 1997 où il est écarté de la finale par Aleksey Frosin, le futur champion olympique de 2000 (il est également médaillé par équipes), puis son premier titre individuel italien en 2001. Le Français Christian Bauer devient alors en 2002 directeur technique du sabre pour l’équipe italienne en 2002. Aldo Montano a été champion olympique 2004 au sabre à Athènes, battant le Hongrois Zsolt Nemcsik sur le score de 15-14. Lors de la compétition par équipe, l'équipe d'Italie est battue par la France en finale sur le score de 45-42, équipe composée des frères Gaël et Damien Touya et de Julien Pillet.
Lors des Jeux olympiques 2008, il est éliminé en huitième de finale par l'Espagnol Jorge Pina. Lors de la compétition par équipes, l'Italie, composée également de Luigi Tarantino, Diego Occhiuzzi et Giampiero Pastore est éliminée par la France, sur le score de 45-41 en demi-finale. Pour la médaille de bronze, l'Italie bat la Russie par 45-44.
En 2011, lors des Championnats du Monde d'Escrime de Catane, Aldo Montano devient champion du monde en battant l'Allemand Nicolas Limbach en finale sur le score de 15-13. Durant ces mêmes championnats, il remporte la médaille de bronze lors du tournoi par équipes en battant l'Allemagne dans la finale pour la troisième place.
En 2012, lors des Jeux olympiques de Londres, Aldo Montano, avec ses coéquipiers Luigi Samele, Luigi Tarantino et Diego Occhiuzzi, remporte la médaille de bronze lors du tournoi par équipes en battant la Russie sur le score de 45-40.
En 2015, il remporte son premier titre par équipes lors des Championnats du monde à Moscou.
En janvier 2016, il remporte le Trofeo Luxardo et, à 37 ans, il se qualifie encore une fois pour les Jeux olympiques de 2016 à Rio, en étant éliminé en huitièmes par le Russe Nikolay Kovalev.

## Palmarès
- Jeux olympiques d'été
  -  Médaille d'or sabre individuel aux Jeux olympiques 2004 d'Athènes, Grèce
  -  Médaille d'argent sabre par équipe aux Jeux olympiques 2004 d'Athènes, Grèce
  -  Médaille d'argent sabre par équipe aux Jeux olympiques 2020 à Tokyo, Japon
  -  Médaille de bronze sabre par équipe aux Jeux olympiques 2008 à Pékin, Chine
  -  Médaille de bronze sabre par équipe aux Jeux olympiques 2012 à Londres, Royaume-Uni

- Championnats du monde d'escrime
  -  Médaille d'or sabre individuel aux Championnats du monde d'escrime 2011
  -  Médaille d'argent sabre par équipes aux Championnats du monde d'escrime 2002
  -  Médaille d'argent sabre par équipes aux Championnats du monde d'escrime 2005
  -  Médaille d'argent sabre individuel aux Championnats du monde d'escrime 2007
  -  Médaille d'argent sabre par équipes aux Championnats du monde d'escrime 2009
  -  Médaille d'argent sabre par équipes aux Championnats du monde d'escrime 2010
  -  Médaille de bronze sabre individuel aux Championnats du monde d'escrime 2003
  -  Médaille de bronze sabre par équipes aux Championnats du monde d'escrime 2011

- Championnats d'Europe d'escrime
  -  Médaille d'or sabre individuel aux Championnats d'Europe d'escrime 2005
  -  Médaille d'or sabre par équipes aux Championnats d'Europe d'escrime 2009
  -  Médaille d'or sabre par équipes aux Championnats d'Europe d'escrime 2010
  -  Médaille d'or sabre par équipes aux Championnats d'Europe d'escrime 2011
  -  Médaille d'or sabre par équipes aux Championnats d'Europe d'escrime 2013
  -  Médaille d'argent sabre par équipes aux Championnats d'Europe d'escrime 2002
  -  Médaille d'argent sabre par équipes aux Championnats d'Europe d'escrime 2003

## Distinction
: il est fait Commandeur de l'Ordre du Mérite de la République italienne le 27 septembre 2004, à l'initiative du Président de la République.